# Гадюка багаторога
Гадюка багаторога (Bitis cornuta) — отруйна змія з роду Африканська гадюка родини Гадюкові.

## Опис
Загальна довжина коливається від 30 до 75 см. Голова товста, широка. Тулуб масивний. Над кожним оком підіймається цілий пук (до 4) гострих, вертикально стирчащих лусок — «рогів». Забарвлення сірувато-буре, по якому проходить рядок темно-бурих плям зі світлою облямовкою.

## Спосіб життя
Полюбляє пустелі, напівпустелі, скелясті місцини. Активна вночі. Гарно пересувається «боковим ходом». Харчується ящірками, гризунами, земноводними.
Це яйцеживородна змія. Самиця народжує до 20 дитинчат.

## Розповсюдження
Мешкають у Намібії та Капській провінції (Південно-Африканська Республіка).